# ボナンノ一家
ボナンノ一家またはボナンノ・ファミリー（ボナンノいっか、英：Bonanno family）は、アメリカを拠点とするイタリア系（シチリア系）マフィア組織（コーサ・ノストラ）。ニューヨーク五大ファミリーの1つ。20世紀初期に台頭したシチリア系マフィアのうち、カステッランマーレ・デル・ゴルフォ出身者の派閥（カステラマレ派）であり、1890年代に結成された組織を源流とする。1925年に渡米した新鋭のサルヴァトーレ・マランツァーノが従来のカステラマレ派を糾合して一大勢力を築くと1930年に始まるカステランマレーゼ戦争で当時のニューヨークマフィアの最高権力者であったジョー・マッセリアの暗殺に成功する。そして1931年にマランツァーノがニューヨーク・マフィアを再編し、自身をボスとする五大ファミリーの一角として確立した（マランツァーノ・ファミリー）。しかし、同年のマランツァーノ暗殺によって幹部のジョゼフ・ボナンノがボスとなり、以降、ボスが代替わりしても「ボナンノ・ファミリー」と一般に呼称され続けている。

## 初期
1890年代からアメリカへのイタリア移民の流入が増え、シチリアからは主にパレルモ以西エリアを中心に移民が大挙してアメリカに押し寄せた。カステランマレから来た移民は、ニューヨークではブルックリン北部のウィリアムズバーグや、マンハッタンのイースト・ヴィレッジの一角に固まって住んでいた。移民の中にマフィアもおり、ウィリアムズバーグでマフィアファミリーが作られた。当初シチリア各地出身者の組成だったが、徐々にカステラマレ出身者の割合が増えた。ロッカメナ出身のニコラ・シーロがボスで、初期メンバーにヴィト・ボンヴェントレ、マリアーノ・ギャランテ、ベンジャミン・ギャロ、サルヴァトーレ・ボナンノ、ステファノ・マガディーノ、フランク・ガロファロらがいた（ボナンノ、ボンヴェントレ、マガディーノは互いに縁戚関係にあった）。ニューヨーク以外では、アメリカ北東部の各都市にカステラマレ出身派閥のネットワークを持ち、シチリアギャングの中でも結束力が高かった。
初期にはシーロに仕えたヴィト・ボンヴェントレが1907年頃に同郷のブチェラート一家との闘争を目的にグッド・キラーズを結成し、1910年代から1920年代前半にアメリカ北東部でライバルや反逆者の処刑に暗躍した（グッドキラーズの主要なメンバーにジュゼッペ・ロンバルディ、マリアーノ・ギャランテ、バルトロ・ディグレゴリオ、フランチェスコ・ピューマ、マガディーノらがいた）。1920年代初めにブチェラート家との抗争が収束してマガディーノやガスパー・ミラッツォはニューヨークを去り、それぞれバッファローやデトロイトのカステラマレ派の頭領になった。続く禁酒法時代に比較的平穏な時代を迎え、ボンヴェントレなど多くが酒の密輸ビジネスを始め、富豪になった。

## カステランマレーゼ戦争
1920年代後半、ブルックリンに攻勢を仕掛けるジョー・マッセリアに上納金を要求され、反マッセリアの武闘派は酒の醸造所を運営するサルヴァトーレ・マランツァーノ（1925年渡米）を中心に対決姿勢を強めた。マッセリアは当初シカゴのジョー・アイエロやデトロイトのミラッツォに攻勢を仕掛けたが抵抗され、その背後の扇動者と疑ったマガディーノを呼びつけたが姿を見せなかった。代わりにマランツァーノを会議に呼んで圧力をかけるなど、当初はマランツァーノよりミラッツォやマガディーノを敵視していた。
1930年はじめ、平和主義者のシーロはマッセリアに上納金（一説に1万ドル）を払って行方をくらませた。副ボスのジョー・パリッノはマッセリアに譲歩を続けて事態を収拾できず、やがてマッセリアの傀儡になっていたことが判明して粛清された。1930年5月ミラッツォがデトロイトで暗殺されたのを機に報復の気運が高まり、マランツァーノがマガディーノらの支持の元、新ボスに選ばれ、戦闘態勢を敷いた。副ボスのアンジェロ・カルーソの下、ヴィンセント・ダッナ、セバスチャン・ドミンゴ、カロゲロ・デベネディット、ジョゼフ・ボナンノ、ガスパール・ディグレゴリオ、マガディーノらが第一親衛隊（Boys of the First Day）としてマランツァーノをサポートし、その下に暗殺部隊を組織した。
1930年を通じて互いのスピークイージーや密輸トラックを襲撃し、敵方の有力者を殺しあう展開となった。7月に戦争スポンサーの重鎮ボンヴェントレが殺害された。8月、マッセリア陣営のトミー・ガリアーノ一派（現ルッケーゼ一家）が密かにカステラマレ陣営に加わった。11月、マッセリア陣営の中核アル・ミネオの殺害に成功した後、マッセリアから離反する動きが相次ぎ、様子見を決め込んでいたマフィアグループはカステラマレ陣営に鞍替えし始めた。1931年4月15日、マッセリアは自身の部下の裏切りにより謀殺され、戦争は終結した。

## 五大ファミリー再編
マランツァーノはマッセリアが殺されたレストランで戦勝記念パーティを開き、ニューヨーク北部のワッピンガーズフォールズやシカゴなどでギャング会議を開いて戦争の勝利を祝い、新たな戦争に備えて寄付金を募った。ニューヨークマフィアを5つに整理して五大ファミリーとし、マフィアの行動ルールを決め、自らボスの中のボスと宣言した。1931年9月10日、マランツァーノはラッキー・ルチアーノが派遣したユダヤ系4人組によって暗殺された。マランツァーノはルチアーノやその取り巻きを不穏分子とみなし、暗殺を狙っていたが、これを知ったルチアーノが先回りしたとの説もある。
カステラマレ武闘派はボスが殺されたにもかかわらずルチアーノに復讐しなかった。マランツァーノを支えた第一親衛隊は、マランツァーノが戦争終結後、寄付金を独り占めにし、戦争に貢献した部下や戦争中資金援助していたマガディーノに恩賞として還元せず、尊大に振る舞うようになったため、離反していたとも言われる。ボス無きカステラマレ勢とルチアーノの間で話し合いがもたれ、何らかの妥協策が合意されたと信じられている。

## ボナンノのボス就任
次期ボスの投票が行われ、マガディーノに支持されたジョゼフ・ボナンノが有力者フランチェスコ・イタリアーノを負かして新ボスに選出された。ボナンノはその後30年以上一家のボスに君臨し、合法・非合法ビジネスを全米に展開した。マフィアの協定を侵してアリゾナにも進出し不動産開発や保険業を展開、綿農園を買収し、カナダのモントリオールにも地歩を伸ばしヘロイン密輸の一大拠点にして一家の幹部カーマイン・ギャランテを派遣して管理させた。カナダへの侵攻は、カナダ南部の利権を保持していたマガディーノの反発を招き、親族にもかかわらず互いに冷戦状態となった。またランスキーとキューバの賭博事業に投資し、ハイチに独自の賭博投資を行なった。ボナンノは全米・海外にまたがる自分のビジネスに没頭し、ニューヨークの縄張りを蔑ろにしたため部下は儲けを失い、不満がくすぶったと伝えられた。
他ファミリーの内部争いには不干渉のスタンスを取った。1957年、ヴィト・ジェノヴェーゼとフランク・コステロの間で熾烈な権力闘争が起こっている間、ボナンノは南国のバカンスで肌を焼き、ルチアーノらとシチリアの麻薬サミットに参加したりしていた。ニューヨークに帰るたびに他ファミリーのボスが変わっていることに驚いた。

## バナナ戦争
1956年、ボナンノはプロファチ一家のボス、ジョゼフ・プロファチと政略結婚を通じて姻戚関係を築き、連携を強化した。1957年の権力闘争の末ボスになったカルロ・ガンビーノは1962年、ルッケーゼ一家のボストーマス・ルッケーゼと姻戚関係を結び、ボナンノ―プロファチ同盟に対抗した。脅威を感じたボナンノは、プロファチの死後一家を継いだジョゼフ・マリオッコと組んで、ルッケーゼ、ガンビーノ、バッファローのマフィア一家のステファノ・マガディーノの三者を一気に抹殺しようとした。暗殺計画はプロファチ一家のコロンボが密告し、マリオッコは全面屈服した後まもなく死亡した。暗殺計画自体、策謀が好きなガンビーノのでっち上げとする説もある。ボナンノは1950年代以降地盤を築いていたアリゾナのツーソンに退避した。ガンビーノ主導のコミッションは、ボナンノに圧力をかけ、引退を迫った。ボナンノが拒否すると、コミッションは一家のボスの座を剥奪して古参幹部のガスパール・ディグレゴリオを新ボスに就かせた。
1964年10月、ボナンノは当局の追及を受ける中、マガディーノ一味に誘拐され、消息不明となった（誘拐は当局の追及を逃れるための自作自演だったとも）。ボナンノは息子のビルにファミリーを継がせ自分は引退するという考えで譲歩を迫ったとされるが、ビルを通じた支配力が温存されると見たガンビーノに拒否された。
その後一家はボナンノに忠誠を誓うグループと、ディグレゴリオのグループに分裂し、抗争状態に突入した。後者のグループはルッケーゼ、ガンビーノ、マガディーノに加えてマリオッコの後を継いだジョゼフ・コロンボの支持を受けていた。『バナナ戦争』と呼ばれた一連の抗争は双方に多数の犠牲者を出した。1968年、当局の弾圧が厳しくなるのを恐れたコミッションは、ディグレゴリオを罷免して、ポール・シャッカに替え、事態の収拾を図った。分裂の背景には地元ニューヨークより全米や海外のビジネスを優先しているボスへの内部の不満があったとも、長年の奉仕にもかかわらず息子を相談役に据えたボナンノのトップ人事に対する古参幹部の反発があったともされるが、騒動が長引いたのは一家の弱体化を狙うガンビーノの扇動が強く働いていたとも言われた。
1969年持病が再発し、本当の引退を余儀なくされたボナンノは、息子ビルと共に忽然とニューヨークから姿を消し、事実上引退した（ツーソンに移住）。

## ボナンノ引退後
その後、ボスの座は、ナターレ・エヴォラ、フィリップ・ラステリへと引き継がれた。
1970年代には、カナダ・モントリオールのヴィト・リッツートが起こしたリッツート一家と繋がりを持ち、麻薬取引を行う。その中心となったのは、シチリア出身のZIPSと呼ばれるメイドマンであった。
その後、麻薬取引の罪で収監されていた、一家の大幹部のカーマイン・ギャランテは出所すると共にボスの座を当時収監中のラステリから1975年に奪った。ギャランテは収監中から、出所したら五大ファミリーを制圧して、当時最有力のボスであるカルロ・ガンビーノをして "Shit in the middle of Times Square!" 「タイムズスクウェアのど真ん中でクソをさせる」と豪語していた。ガンビーノの後を継いだポール・カステラーノ、ジェノヴェーゼ一家のボスのフランク・ティエリらは共謀して1979年にギャランテの暗殺に成功した。
ギャランテの死後、再びフィリップ・ラステリが獄中からボスとなったが、彼は1991年に獄死。その間に、内紛によりアルフォンス・インデリカートら大物幹部が殺害されたり、FBIの潜入捜査官ドニー・ブラスコことジョゼフ・ピストーネの壊滅作戦により多くの幹部が逮捕されるなど、組織は弱体化した。ピストーネの壊滅作戦は、『フェイク』として映画化された。
その後、ラステリの後を継いだジョゼフ・"ビッグ・ジョーイ"・マッシーノは強引な手段により勢力回復に一旦は成功したが、逮捕後の2004年に死刑回避のためにマフィアのボスとしては初めて当局の情報提供者となり(翌2005年に終身刑の判決)、ファミリーの権威は完全に地に墜ちた。
現在のボス代行は2009年から就任したヴィンセント・バダラメンティ（Vincent "Vinny T.V." Badalamenti）であり、彼は2012年1月に逮捕されている。

## ボナンノ一家のボス
- 1905年–1930年 — コラ・シーロ(Cola Schiro)
- 1930年–1931年 — サルヴァトーレ・マランツァーノ
- 1931年–1965年 — ジョゼフ・ボナンノ
  - 1963年–1965年 — ジョン・モラレス (ボナンノの隠棲および引退までの実質的なボス)
- 1965年–1968年 — ガスパール・ディグレゴリオ
- 1968年–1970年 — ポール・シャッカ
- 1971年–1973年 — ナターレ・エヴォラ
- 1973年–1975年 — フィリップ・ラステリ
- 1975年–1979年 — カーマイン・ギャランテ (ラステリ収監中の事実上のボス)
- 1979年–1991年 — フィリップ・ラステリ
  - 1979年–1983年 — サルヴァトーレ・フェルージャ (ラステリ収監中のボス代行)
  - 1987年–1992年 — アンソニー・スペロ (同上)
- 1991年–2005年 — ジョゼフ・マッシーノ（終身刑により収監中）
  - 2003年–2004年 — アンソニー・ウルソ (マッシーノ収監中のボス代行)
  - 2004年–2005年 — ヴィンセント・ヴァシアーノ (同上)
- 2005年–present — ヴィンセント・ヴァシアーノ(現在のボス、終身刑により収監中)
  - 2005年–2006年 — マイケル・マンクーゾ (ボス代行)
  - 2006年–2009年 — サルヴァトーレ・モンターニャ (同上、2009年にカナダへ強制送還、2011年にモントリオール近郊で殺害)
  - 2009年–present — ヴィンセント・バダラメンティ（同上）

## 関係者
- ジョゼフ・ボナンノ
- ステファノ・マガディーノ
- サルヴァトーレ・マランツァーノ
- ビル・ボナンノ
- ドミニク・ナポリターノ